# Viaducte d'Austerlitz
|  | Per a altres significats, vegeu «pont d'Austerlitz». |

El viaducte d'Austerlitz - viaduc d'Austerlitz en francès - és un pont parisenc sobre el riu Sena que uneix el XII Districte amb el XIII Districte. Té un ús exclusivament ferroviari, sent utilitzat per la línia 5 del Metre de París. No ha de ser confós amb el veí Pont d'Austerlitz usat per vianants i vehicles. El 1986, va ser catalogat com a monuments històric.

## Història
La necessitat d'unir de forma exterior dues estacions de la línia 5 del metre de París salvant el riu Sena va ser la que va donar origen al pont. El projecte triat va ser el constituït per una estructura composta de dos arcs parabòlics que se subjectaven en dos estreps de pedra situats a tots dos extrems del riu. D'aquesta forma el tauler esquiva el riu sense tenir cap recolzament en el seu curs, no afectant així al tràfic fluvial.
Va ser construït entre 1903 i 1904 per la Societat de construcció de Levallois-Perret.
El 1936, l'estructura del viaducte va ser reforçada per permetre el pas de vagons amb major càrrega.

## Decoració
Una de les principals característiques del pont és la seva decoració, que va ser encarregada a Jean Camille Formigé. Es compon de diversos símbols marins com a peixos, dofins, ancores i tridents. En la part baixa dels arcs també s'hi pot observar l'escut de la ciutat.

## Galeria d'imatges

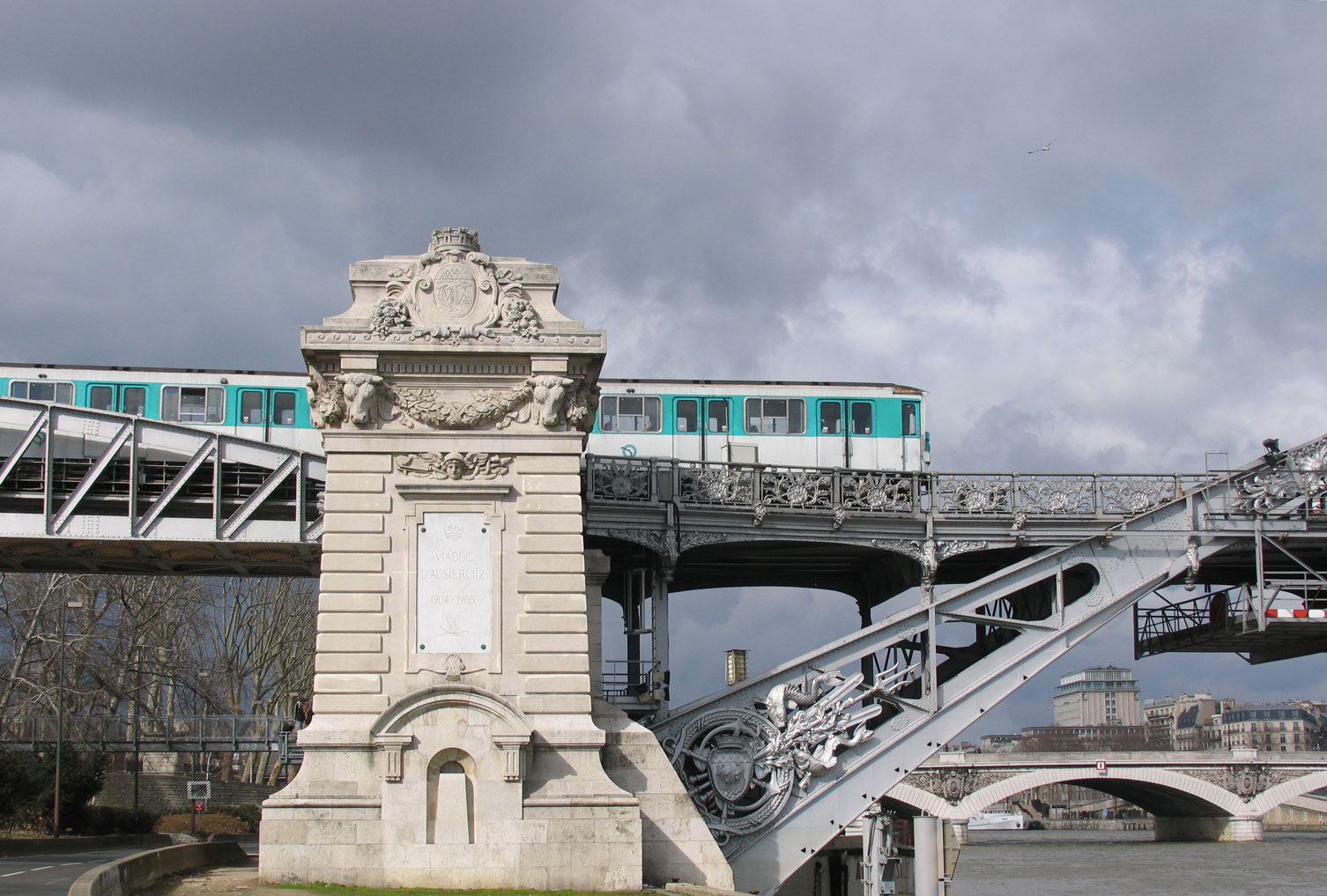
Pedestal del marge esquerre
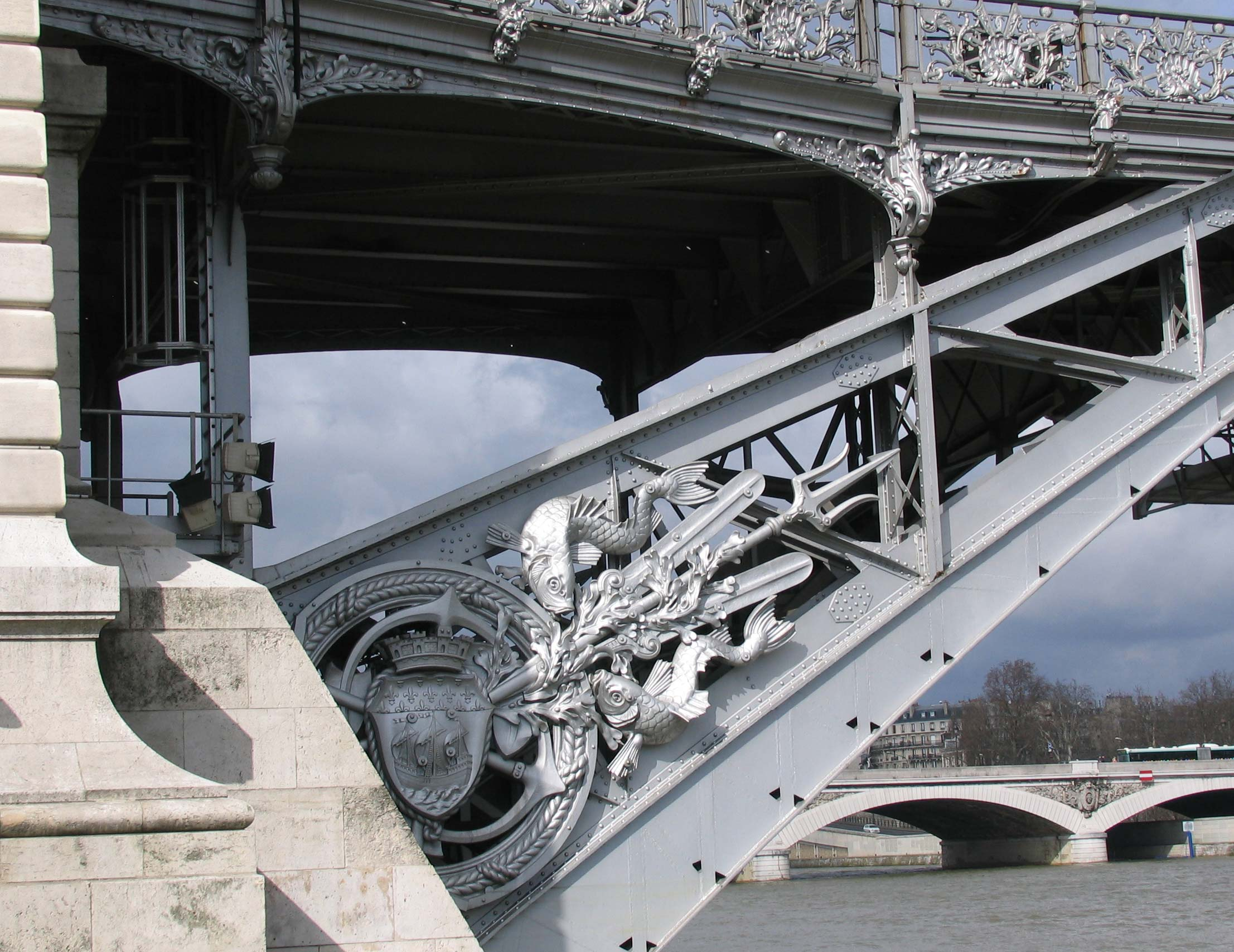
Detall de l'escut de París
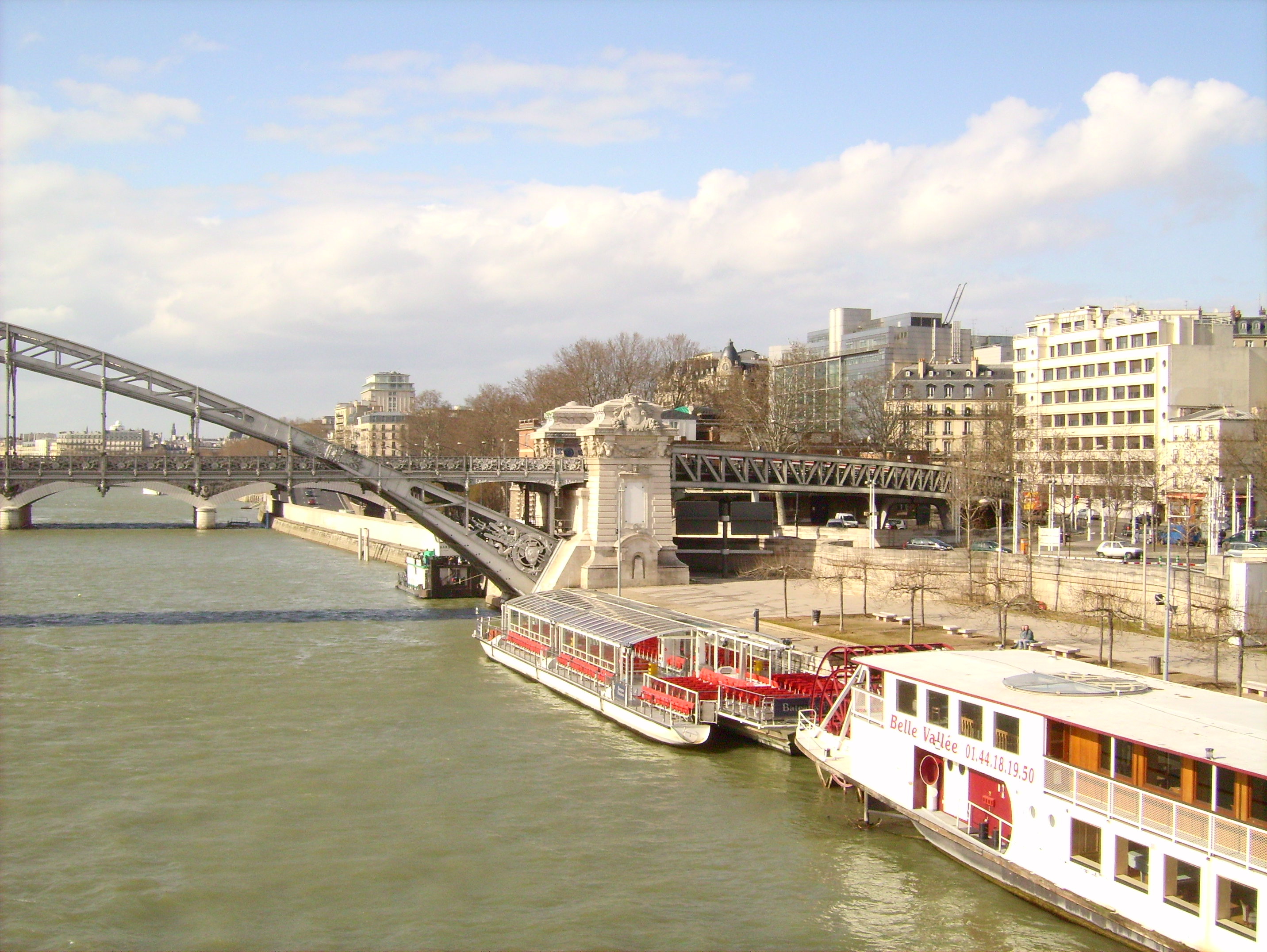
Rampa nord
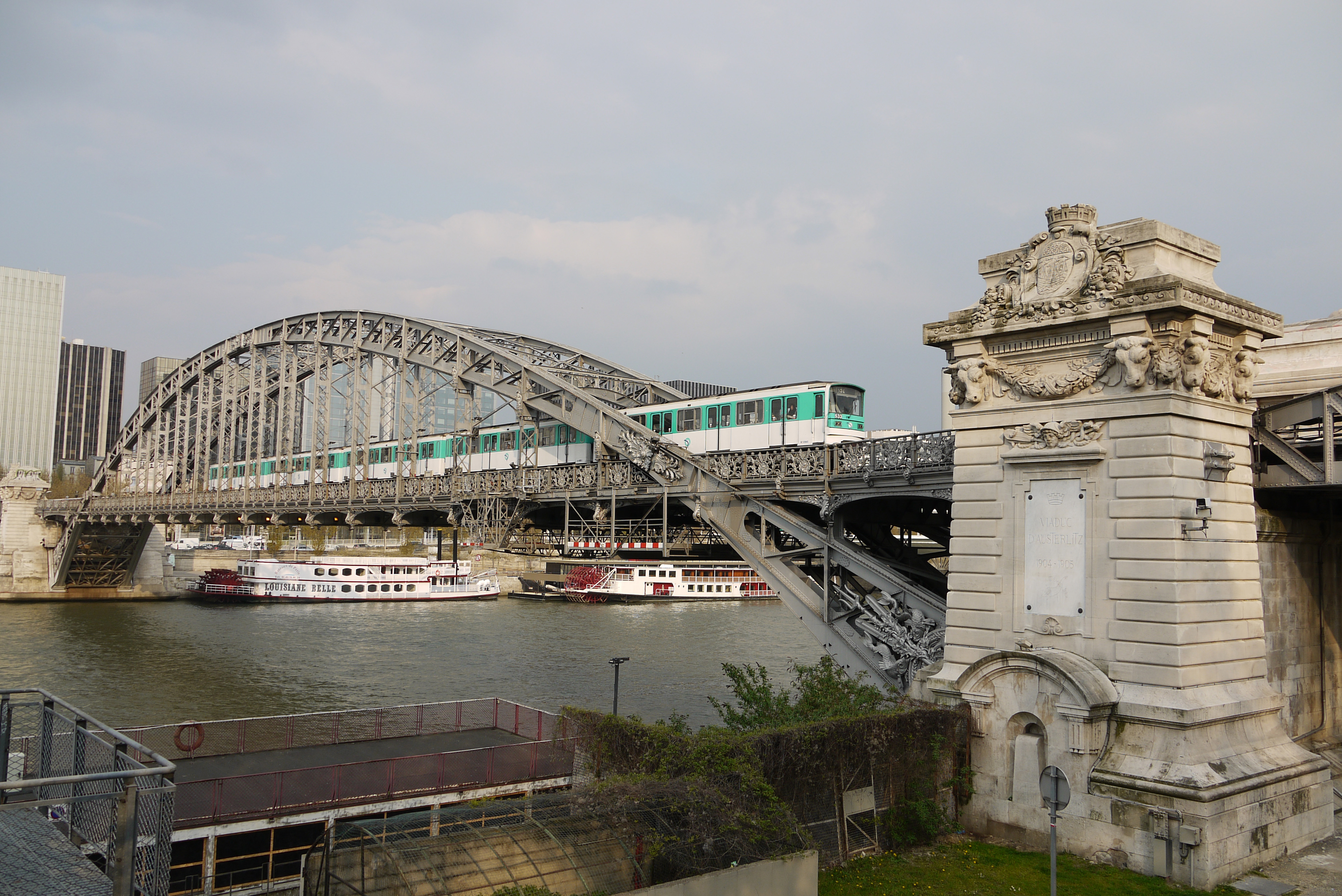
Vista general